# Île Campobello
Pour les articles homonymes, voir Campobello.
Pour la communauté rurale, voir Campobello Island.
L'île Campobello est une île canadienne qui se trouve dans la baie de Fundy, près des entrées des baies de Passamaquoddy et Cobscook. L'île fait partie du comté de Charlotte dans la province du Nouveau-Brunswick. L'île n’a pas de lien routier avec le reste du Canada mais est reliée par le pont Franklin Delano Roosevelt à Lubec dans l'État du Maine, ville située à l'extrémité Est des États-Unis.
La population permanente de l'île en 2016 était de 872 habitants. Mesurant 14 kilomètres de long sur environ cinq kilomètres de large, elle développe une superficie de 39,6 kilomètres carrés.